# Nowe (obwód kirowohradzki)
Nowe (ukr. Нове) – osiedle typu miejskiego na Ukrainie, w obwodzie kirowohradzkim, w rejonie kropywnyckim, w hromadzie Kropywnyćkyj. W 2001 liczyło 7914 mieszkańców, spośród których 7036 wskazało jako ojczysty język ukraiński, 859 rosyjski, 9 mołdawski, 1 bułgarski, 5 białoruski, 2 ormiański, a 2 inny.